# Spooky Tooth
Spooky Tooth — британський музичний гурт, виконував музику в стилі прогресивний рок.
Утворений 1967 року, коли до квартету Art з Карлайла, у складі якого виступали Майк Харрісон (Mike Harrison; 30.09.1945, Карлайл, Велика Британія) — вокал, фортепіано; Лютер Гросвенор (Luther Grosvenor; 21.12.1949, Івшем, Велика Британія) — гітара; Грег Рідлі (Greg Ridley; 23.10.1945, Аспатріа, Велика Британія) — бас та Майкл Келлі (Michael Kellie; 24.03.1947, Бірмінгем, Велика Британія) — ударні приєднався колишній лідер американського гурту The New York Times Гері Райт (Gary Wright; 26.04.1945, Енглевуд, Нью Джерсі, США) — вокал, клавішні.
Ця блюзова формація, що наприкінці 1960-х років надавала перевагу прогресивному року, ще під назвою Art дебютувала з синглом «What's That Sound» — власною версією твору «For What It's Worth» з репертуару гурту Buffalo Springfield. Надалі тяжка праця на сценах британських клубів принесла чималу користь, хоча комерційний успіх музикантам вдалось здобути лише у США. У своїй творчості Spooky Tooth поєднали повні винахідливості версії популярних творів з плодами власного безсумнівного таланту.
Однак попри те, що дебютний альбом «It's All About» був вдалою роботою, продавався він не найкращим чином. На цьому лонгплеї були, зокрема, нова версія твору «Tobacco Road», що стала обов'язковим концертним номером, та видана на дебютному синглі композиція «Sunshine Help Me», що надзвичайно нагадувала за звучанням ранніх Traffic.
1968 року Рідлі залишив своїх колег, щоб згодом приєднатися до Humble Pie, а його місце спочатку зайняв Енді Лей (Andy Leigh) a 1969 року Боб Гріффіт (Bob Griffith). Справжнім стартом виявився другий альбом гурту «Spooky Two», який і досі вважається однією з найкращих пропозицій цього періоду. Проте альбом «Ceremony», записаний у співпраці з спеціально запрошеним Рай-том французьким авангардним автором П'єром Анрі, пропонував певну стилістичну зміну і вирізнявся чудовою обкладинкою авторства британського артиста Джона Хомтса.
1970 року під час роботи над черговим лонгплеєм «The Last Puff» в гурті розпочались персональні зміни. Райт вирішив утворити власну формацію Wonderwheel, а Гросвенор з'явився незабаром під псевдонімом Ейріл Бендер (Ariel Bender) у Stealers Wheel та Mott The Hoople. Тоді до Spooky Tooth було запрошено трьох учасників Grease Band: Хенрі Маккаллоха (Henry McCulloch) — гітара; Кріса Стейнтона (Chris Stainton) — фортепіано, орган та Алана Спеннера (Alan Spenner) — бас. Записаний новим складом альбом «The Last Puff» презентував кілька відомих з репертуару інших виконавців творів, серед яких вирізнявся «Down River» Девіда Ексла та версія композиції Елтона Джона «Son Of Your Father». Однак незабаром після запису цієї платівки, того ж 1970 року, гурт розпавася.
1972 року з ініціативи Харрісона та Райта гурт на два роки відновив свою діяльність. У цей період з ним співпрацювали Мік Джонс (Mick Jones) — гітара, вокал; Майк Петто (Mike Patto) — фортепіано, орган, вокал; Вел Берк (Val Burke) — бас та Брайсон Грейєм (Bryson Graham) — ударні. Проте записані ще три альбоми хоч і виявились вдалими, не привнесли нічого нового, використовуючи стару формулу.

## Дискографія
- 1968: It's All About
- 1969: Spooky Two
- 1969: Ceremony
- 1970: The Last Puff
- 1979: You Broke My Heart, So I Busted Your Jaw
- 1973: Witness
- 1974: The Mirror
- 1975: Pop Chronik
- 1976: That Was Only Yesterday
- 1976: The Best Of Spooky Tooth
- 1978: Hell Or High Water
- 1987: Spooky Tooth

### Art
- 1967: Supernatural Fairy Tales

### Gary Wrihgt
- 1971: Extraction
- 1971: Footprint (разом з гуртом Wonderwheel)
- 1972: Ring Of Changes (разом з гуртом Wonderwheel)
- 1975: The Dream Weaver
- 1977: The Light Of Smiles
- 1977: Touch & Gone
- 1979: Headin' Home
- 1981: The Right Place
- 1988: Who I Am?
- 1996: First Sings Of Life

### Mike Harrison
- 1971: Mike Harrison
- 1972: Smokestack Lightning
- 1975: Rainbow Rider

### Luther Grosvenor
- 1972: Under Open Skies
- 1996: Floodgates